# Dugazon père
Pour les articles homonymes, voir Gourgaud et Dugazon.
Pour les autres membres de la famille, voir Famille Gourgaud.
Pierre-Antoine Gourgaud, dit Dugazon père, est un acteur français né à Paris le 29 avril 1706 et mort à Paris le 1er mars 1774.

## Biographie
Patriarche d'une nombreuse famille de comédiens célèbres, Dugazon est conseiller de Louis XIV en bâtiments, ponts et chaussées[réf. nécessaire]. Il quitte sa ville natale vers 1730 et embrasse probablement déjà la profession de comédien. Il épouse Marie-Catherine Dumay à Lille le 18 novembre 1734 et reste dans cette ville jusqu'en 1739, hormis un séjour de deux ans à Bruxelles, comme directeur du Théâtre de la Monnaie. Le 11 décembre 1739, il débute à la Comédie-Française mais n'y est pas reçu.
De 1742 à 1749, il joue à Marseille où, en plus de ses occupations théâtrales, il est directeur des hôpitaux de l'armée d'Italie. Reprenant sa vie nomade, il joue à Bordeaux et Bayonne, puis s'engage pour Stuttgart en 1760. Il dirige encore le théâtre de Montpellier durant la saison 1769-1770 et meurt à Paris le 1er mars 1774.
Au moins deux de ses enfants firent carrière dans le théâtre :
- Françoise-Rose Gourgaud, épouse Vestris (1743-1804)
- Jean-Henri Gourgaud, dit Dugazon (1746-1809)

Il est le grand-père du baron général Gaspard Gourgaud (1783-1852).